# Claviere
Claviere (piemontiul: Clavier, okcitánul: La Clavieras) település Olaszországban, Lombardia régióban, Torino megyében. Lakosainak száma 211 fő (2023. január 1.). Claviere Cesana Torinese és Montgenèvre községekkel határos.

## Népesség
A település népességének változása:
| Lakosok száma | 224  | 209  | 211  |
|               | 2017 | 2018 | 2023 |